# Testemunha Ocular
Testemunha Ocular foi um grupo de hip hop com tendências na música regional goiana como a Catira, Folia de Reis e Moda de Viola. Fundado em 1994 na cidade de Goiânia - Goiás, durou 13 anos, chegando ao fim em 2007. O grupo possuía letras de caráter político, e tinha também como base a vivência das ruas. Durante sua história, contou ao todo com seis integrantes: Lethal Kalongi, Pr. Jhow, Dablyw MC, MC Claudim, DJ Bulacha e DJ Magrão, sendo que o único presente em todas as formações do grupo foi Lethal Kalongi - fundador e idealizador do grupo. Foi, também, o primeiro grupo do gênero a lançar um álbum de estúdio em todo a região Centro-Oeste.

## História
Fundado em 1994, o grupo Testemunha Ocular emplacou seu sucesso em 1999, com o lançamento do seu primeiro álbum chamado Bate-Cabeça do Cerrado, que teve participação do grupo Mr. Gyn na faixa Aliados.
 De passagem pela Lapa, Lethal Kalongi conheceu Marcelo D2 e garantiu para o Testemunha Ocular a gravação da faixa "União Enfumaçada", que saiu no segundo álbum, chamado Frutos da Rua (2003), com formação do MC Lethal e Claudim. Outra gravação que garantiu o sucesso do álbum foi a faixa Dom Divino, com participação do fundador da Academia Brasileira de Rimas: Paulo Napoli.
Lançou, em 2007, seu último álbum de estúdio intitulado Apruma-te - que teve participação do grupo de Sorocaba X4. Este álbum foi lançado pela Monstro Discos chegando a aparecer no site da Billboard. Para lançar o disco, Lethal Kalongi conseguiu, em seu nome, um apoio de verba da Prefeitura de Goiânia. É considerado um "álbum referência" pelo seu estilo único de misturar com estilos regionalistas.

## Protesto na Assembleia de Deputados em Goiânia
Claudim foi um dos 18 homenageados da sessão especial promovida pelo deputado Mauro Rubem (PT) em comemoração aos 60 anos da Declaração Universal dos Direitos Humanos. O "agradecimento" veio em forma de versos, e foi neste instante que o mal-estar tomou conta do plenário Getulino Artiaga. De posse do microfone, embalados pela batida forte do rap, Claudim, Lethal Kalongi e Mortão, todos integrantes do grupo Testemunha Ocular - com exceção de Mortão - deram ritmo à máxima de que todo político é "ladrão" e reproduzindo a faixa Coronelismo (Letra de Lethal Kalongi e Kaverna Man) do álbum Apruma-te propagaram pelos quatro cantos do salão a impressão que têm da Casa: "Político rouba, político rouba/ dentre mil um roda. Os despolitizados viram massa de manobra/ estão tão acomodados que se viram com as sobras/ Sobra de ignorância, não tem para onde correr/ Existe um abismo entre o povo e o poder". Logo o cerimonial começou a diminuir o volume do som instrumental que acompanhava o rap. O grupo continuou cantando. No final da música, muitos aplaudiram, outros riram e os rappers se retiraram. No dia seguinte os deputados quiseram cassar a medalha de Claudim.

## Participações em trilhas sonoras
O grupo chegou a produzir duas trilhas sonoras. Em 2004, o grupo participou da trilha sonora de um curta-metragem de Eládio de Sá, chamado A Caverna, que concorreu ao Festival Internacional de Cinema e Vídeo Ambiental (FICA). Mesmo após o término do grupo, foram convidados, em 2010, para realizar a trilha sonora da peça teatral "Envelopes", da premiada Companhia Nu Escuro.

## Discografia
| Ano  | Álbum                                      |
| ---- | ------------------------------------------ |
| 1999 | Bate-Cabeça do Cerrado - Testemunha Ocular |
| 2003 | Frutos da Rua – Testemunha Ocular          |
| 2007 | Apruma-te – Testemunha Ocular              |